# Pałac w Mukdenie
Uzasadnienie:  dublujące się artykuły 
Pałac cesarski w Shenyangu (chiń. upr. 沈阳故宫; chiń. trad. 瀋陽故宮; pinyin Shěnyáng Gùgōng) lub Pałac w Shenyangu (chiń. upr. 盛京宫殿; chiń. trad. 盛京宮殿; pinyin Shèngjīng Gōngdiàn) znany pod historyczną nazwą Pałac w Mukdenie (lub Pałac Mukden (anglicyzm)) – siedziba trzech pierwszych władców dynastii mandżurskiej w latach 1625-44. Od zdobycia Pekinu regionalna rezydencja cesarska. Po upadku cesarstwa przekształcony na muzeum. W 2004 r. wpisany na listę światowego dziedzictwa UNESCO.

## Historia

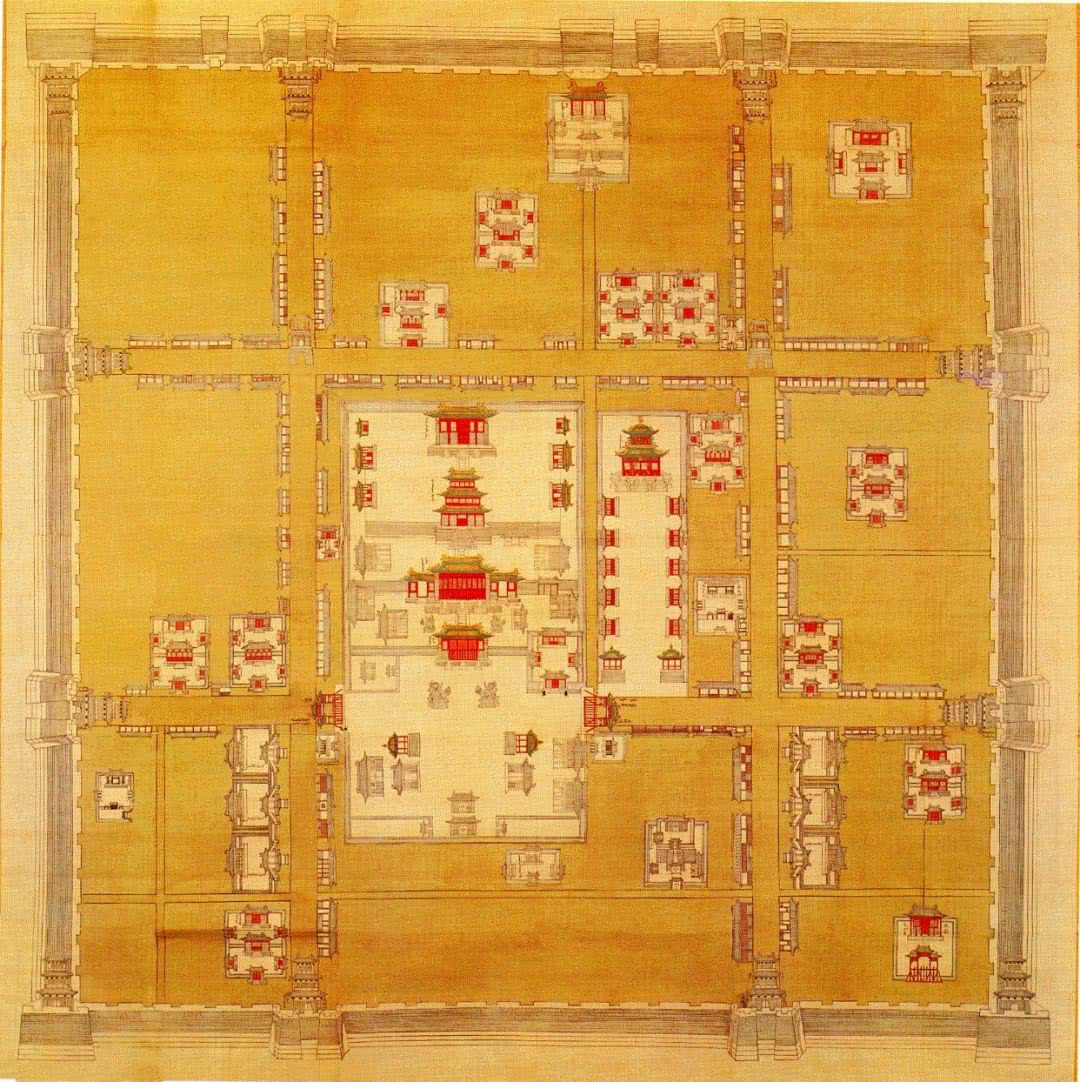
Centrum Mukdenu (Shenyangu) z pałacem około 1670 r.

Budowę pałacu rozpoczął w latach 1625-26 Nurhaczy (część wschodnia), kontynuował w latach 1627-37 Hong Taiji (część centralna). Siedzibę dynastii stanowił jeszcze w początkach panowania Shunzhi, ustępując miejsca zdobytemu w 1644 roku Zakazanemu Miastu w Pekinie. Mukden zachował jednak swój prestiż jako starsza siedziba dynastii. Od 1671 r. używany jako druga stolica i okresowa rezydencja imperialna podczas cesarskich wizyt w północno-wschodnich Chinach do końca dynastii Qing   .
Za cesarza Qianlonga rozbudowywano pałac dwukrotnie: w latach 1746-48 przebudowano fragment części centralnej a resztę odnowiono i wyremontowano, ostateczną formę otrzymał w latach 1781-83 – dodano część zachodnią i rozbudowano centralną .
Ostatni raz panujący cesarz odwiedził pałac w 1829 r. – był to cesarz Daoguang podczas podróży na wschód w dziewiątym roku panowania. Wcześniej w ciągu przeszło 150 lat (od dziesiątego roku cesarza Kangxi (1671)) wszyscy cesarze odwiedzali Shenyang, łącznie dziesięć razy .
W 1900 r. wkroczyła armia carska, pałac opanowali na kilka lat Rosjanie. W 1905 r. Japończycy pokonali Rosjan w bitwie pod Mukdenem i przejęli pałac wraz z miastem ujawniając światu niektóre jego sekrety i skarby.
Po upadku dynastii Qing i przejęciu cesarskich majątków przez rząd pałac przekształcono na muzeum w 1926 r. Wpisanie w 1961 r. na pierwszą listę rejestru zabytków narodowych ChRL pomogło przetrwać w nadchodzących czasach rewolucji kulturalnej oraz zapewniło dalszą ochronę, konserwację i naprawy zgodne z zasadami zachowania zabytków  .
W 2004 r. wpisany na listę światowego dziedzictwa UNESCO jako rozszerzenie dotychczasowego wpisu: Pałac cesarski dynastii Ming i Qing, Pekin (Kryt. III, IV / 1987). Nazwę wpisu zmieniono na Pałace Cesarskie Dynastii Ming i Qing w Pekinie i Shenyangu  .

## Opis pałacu – układ i architektura

Plan pałacu

W Chinach obecnie istnieją tylko dwa porównywalne cesarskie zespoły pałacowe: w Pekinie i Shenyangu.
Wzorowany na Zakazanym Mieście w Pekinie nie jest jednak jego kopią. Styl architektoniczny Zakazanego Miasta w Shenyangu ma także unikalne cechy mandżurskie, mongolskie i tybetańskie . Poza tym jest wielokrotnie mniejszy.
Pałac zajmuje powierzchnię około 63 tys. m² (6,3 ha) a powierzchnia budynków niemal 19 tys. m² na co składa się ponad 500 pomieszczeń.
Pałac znajduje się w historycznym centrum Mukdenu (dzisiejszy Shenyang) a jego teren jest otoczony miejskimi kwartałami mieszkalnymi, handlowymi i usługowymi. Sam pałac składa się ze 114 budynków,  zgodnie z układem architektonicznym i sekwencją konstrukcyjną podzielonych na trzy części: wschodnią, centralną i zachodnią .

### Część wschodnia (东路 – Dōng lù, East Road)
Najstarsza, zbudowana przez Nurchaczego. Ma wymiary 190 na 75 m. Służyła jako miejsce ważnych uroczystości. Teren jest otoczony murem z małą bramą od południa. Najważniejszym budynkiem jest Dà Zhèng Diàn (大政殿 – Wielki Pałac): Pawilon Da Zheng – Da Zheng Hall (1626 r.) szczególnie spektakularna drewniana konstrukcja, zarówno pod względem projektu, jak i skali. To ośmiokątny budynek w kształcie namiotu nomadów o drewnianej konstrukcji słupowej, o dachu z podwójnymi okapami, pokrytym szkliwioną dachówką, stojący na niskim schodkowym cokole zbudowanym z rzeźbionego kamienia. Rzeźbione drewniane elementy pod okapami przedstawiają zwinięte złote chińskie smoki i inne zwierzęta. Ta architektura znacznie różni się od Pałacu w Pekinie .
Pawilon za Dà Zhèng Diàn
Pierwotny układ wschodniej części pałacu wraz z otaczającymi ośmioma kwartałami starego miasta stanowił odzwierciedlenie w architekturze miejskiej organizacji obozu Dżurdżenów, systemu dowodzenia armii i rządzenia państwem Nurchaczego. Na szczycie, w centrum Dà Zhèng Diàn – pawilon/namiot władcy, przy nim pawilony dowódców prawego i lewego skrzydła, następnie pawilony dowódców ośmiu chorągwi tworzące razem Shi Wang Ting. Dookoła kwartału z pałacem, osiem miejskich kwartałów – każdy przypisany jednej chorągwi. Wszystko razem stanowiło kompletny, ufortyfikowany obóz wojenny.

### Część centralna (中路 – Zhōng lù, Middle Road)
Zbudowana w latach 1627-37 przez cesarza Hong Taiji. Potem dwukrotnie rozbudowywana w czasach cesarza Qianlonga w latach 1746-48 i 1781-83.
Była rezydencją cesarską w czasach dynastii Qing. Składa się z ponad 50 budynków, tworzących prostokąt o wymiarach 280 m na 125 m. Budowle wykonane są z cegły, kamienia i drewna. Układ jest symetryczny w stosunku do osi północ-południe. Budynki są głównie jedno- lub dwupiętrowe. Ta sekcja może być podzielona na pięć części w zależności od funkcji .
Od południa główne wejście prowadzi przez Bramę Daqing (大清门 – Dàqīngmén) na główny dziedziniec, otoczony zabudową pałacową. Po bokach znajdują się sale sądowe z trybunami muzycznymi i łukami. Na wschód od Bramy znajduje się Świątynia Cesarskich Przodków Shengjing (盛京太庙 – Shèngjīng Tàimiào – Świątynia Shengjing). Po północnej stronie dziedzińca głównym budynkiem jest duży Chongzheng Hall (崇政殿 – Chóngzhèng Diàn – Pawilon Chongzheng) zbudowany z drewna. Ma pięć przęseł i był używany przez cesarza jako miejsce sprawowania rządów (urzędowania i rządzenia). Nie ma wewnętrznego sufitu, a drewniane konstrukcje są kolorowo pomalowane wzorami złotych smoków w stylu wczesnej dynastii Qing. Po wschodniej i zachodniej stronie Pawilonu Chongzheng znajdują się Brama Zuoyi (左翊门 – Zuǒyìmén) i Brama Yuoyi (右翊门 – Yòuyìmén), zapewniające wejście do obszarów mieszkalnych znajdujących się dalej na północ. Bramy  i Chongzheng Hall reprezentują główne style architektoniczne i dekoracyjne wczesnych pałaców .
Pałac Qingning (清宁宫 – Qīngníng gōng) (1627-32) jest głównym elementem architektonicznym w północnej części. Była to rezydencja cesarza Taizonga i jego cesarzowej, była również używana do ceremonii ofiarnych szamanizmu. Jest zbudowany z szarej cegły, z drewnianymi drzwiami i oknami pomalowanymi na czerwono. Stoi na 4-metrowej platformie, zgodnie z tradycją ludu Nuzhen (Mandżurów). Przed pałacem znajduje się Wieża Fenghuang (凤凰楼 – Fènghuáng lóu – Wieża/Dom/Pawilon Feniksa), będąca wieżą bramną wewnętrznego dziedzińca pałacu Qingning, ma po trzy przęsła na każdym z trzech pięter. Po obu stronach znajdują się budynki pałacowe dla konkubin .
Wschodnia rezydencja  (东所 – Dongsuo) była używana przez matkę cesarza po tym, jak dynastia Qing przeniosła swoją stolicę do Pekinu. Zachodnia rezydencja (西所 – Xisuo) była pałacem, w którym mieszkali cesarze i cesarzowe podczas ich wizyt w północno-wschodnich Chinach .

### Część zachodnia (西路 – Xī lù, West Road)
Zbudowana jako ostatnia przez cesarza Qianlonga w latach 1781-83. Ma wymiary 137 na 55 m, obejmuje 15 budynków i dzieli się na dwie części. Jiayin Hall (嘉荫堂 – Jiāyīn Táng – Pawilon Jiayin) i teatr ze sceną znajdują się w części południowej. Ta część była używana do przedstawień operowych oraz małych bankietów. W północnej części najważniejszy jest Pawilon Wensu (文溯阁 – Wénsù Gé) w którym znajdowała się ważna i cenna cesarska biblioteka – jedna z czterech cesarskich i siedmiu w ogóle Sìkù Quánshū (四库全书) .
Obecnie większość budynków w Zakazanym Mieście Shenyang jest odrestaurowanych i eksponowanych na podstawie historycznego archiwum 《黑图档》 – „Black Picture File”, dzięki czemu możemy zobaczyć wygląd pałacu z czasów dynastii Qing.

## Zbiory i kolekcje
Przez stulecia przywożono do pałacu znaczną część cesarskich skarbów i zbiorów, dzięki czemu stał się prawdziwą skarbnicą zabytków władców dynastii Qing. Po upadku cesarstwa wywieziono do Pekinu ponad 110 tys. eksponatów. Większość z nich już nie wróciła (znaczna ilość znajduje się obecnie w Tajpej (w Narodowym Muzeum Pałacowym), w Pekinie, Nankinie i innych miejscach)  .
Po powstaniu ChRL przez dziesięciolecia kolekcja została ponownie stworzona dzięki przekazywaniu eksponatów z między innymi: Pekinu, Nankinu, Szanghaju oraz "darowizn społecznych". Obecnie liczy ponad 105 tys. różnorodnych eksponatów. Szczególnie wiele dworskich artykułów i wyposażenia, tkactwa i haftów, laki i emalii (cloisonné), porcelany Qing, kaligrafii i malarstwa Ming i Qing. W tym 206 zabytków kultury pierwszej klasy  .
Wśród najcenniejszych i najbardziej znanych eksponatów są:
- miecz Nurchaczego – dwusieczny stalowy miecz z bogato zdobioną miedzianą rękojeścią, pochwą ze skóry rekina i złoconej miedzianej blachy, otrzymany przez Nurchaczego w 1595 roku wraz z nominacją generalską od cesarza Ming.  ,
- cesarska pieczęć Nurchaczego – pieczęć pośmiertna wykonana pierwotnie w epoce Shunzhi (1645) dla uczczenia dokonań założyciela dynastii (ponownie w czasach  Qianlonga (1736)), podobnie jak pośmiertnie nadany tytuł cesarski. Wykonana z białego jadeitu, z napisami mandżurskimi (6 linii) i chińskimi (4 linie), w dwóch lakierowanych złotem, bogato zdobionych pudełkach  ,
- pieczęć cesarzowej Xiaoci żony Nurchaczego, matki Hong Taiji, analogicznie do pieczęci Nurchaczego pieczęć pośmiertna wykonana pierwotnie w czasach Shunzhi dla uczczenia matki dynastii ,
- szabla bojowa (yanmaodao) Hong Taiji – w porównaniu do miecza Nurchaczego pozbawiona w zasadzie zdobień, praktyczna broń mogła naprawdę być używana w walce jak głosi przekaz. Wyróżnia się malowanym na czerwono zbroczem  ; (Często właśnie ona jest mylnie prezentowana w internecie jako miecz Nurchaczego),

Oprócz powyższych można wymienić jeszcze liczne szaty cesarzy poczynając od codziennych, nieformalnych strojów Hong Taiji pokazujących sposób ubierania Mandżurów przed zdobyciem Pekinu, poprzez uroczyste, formalne i ceremonialne stroje kolejnych władców co pozwala na prześledzenie zmian i rozwoju cesarskiej symboliki w czasach dynastii Qing  .
palace Mukden Palace

## Spełniane kryteria UNESCO i ich ocena
Kryterium I: kompleks Pałacu Cesarskiego z czasów dynastii Qing w Shenyangu stanowi arcydzieło i znaczący element rozwoju architektury pałaców cesarskich w Chinach (Kompleks Pałacu Cesarskiego w Shenyangu stanowi arcydzieło i kluczowy element rozwoju architektury pałaców cesarskich w Chinach. Jest to bardzo znaczące osiągnięcie, stanowiące twórczą integrację różnorodnych elementów, rozwiniętych przez różne grupy etniczne, a zwłaszcza Mandżurów) .
Kryterium II: architektura kompleksu Pałacu Cesarskiego wykazuje ważną wymianę wpływów tradycyjnej i chińskiej architektury pałacowej, szczególnie w XVII i XVIII wieku (Architektura kompleksu Pałacu Cesarskiego wprowadziła elementy nawiązujące do tradycji mandżurskiej, a także do form i motywów ludów Han, Mongołów i Tybetańczyków. Pałac jest znaczącym dowodem rozwoju, który doprowadził do późniejszych kreacji w Pekinie i okolicach) .
Kryterium III: kompleks Pałacu Cesarskiego niesie wyjątkowe dowody na żywe tradycje i zwyczaje szamanizmu praktykowane przez ludność mandżurską od wieków (Nominacja odwołuje się przy tym kryterium do utraconych tradycyjnych cech kulturowych, czego wyjątkowym dowodem jest kompleks Pałacu Cesarskiego. Dowody te obejmują miejsca ofiarne dla cesarzy wewnątrz Pałacu Qingning, które są świadectwem zwyczajów szamanizmu praktykowanych przez ludność mandżurską od wieków) .
Kryterium IV: kompleks Pałacu Cesarskiego w Shenyangu jest wybitnym przykładem mandżurskiej architektury pałacowej i stanowi świadectwo  ewolucji tej architektury w XVII i XVIII wieku (Kompleks Pałacu Cesarskiego w Shenyangu jest rzeczywiście wybitnym przykładem mandżurskiej architektury pałacowej. Przedstawia dowody ewolucji tej architektury od XVII do XVIII wieku. Jednocześnie kompleks przedstawia wyjątkowe dowody różnych lokalnych tradycji: Mandżurów i innych grup etnicznych w regionie) .